# George C. McKee

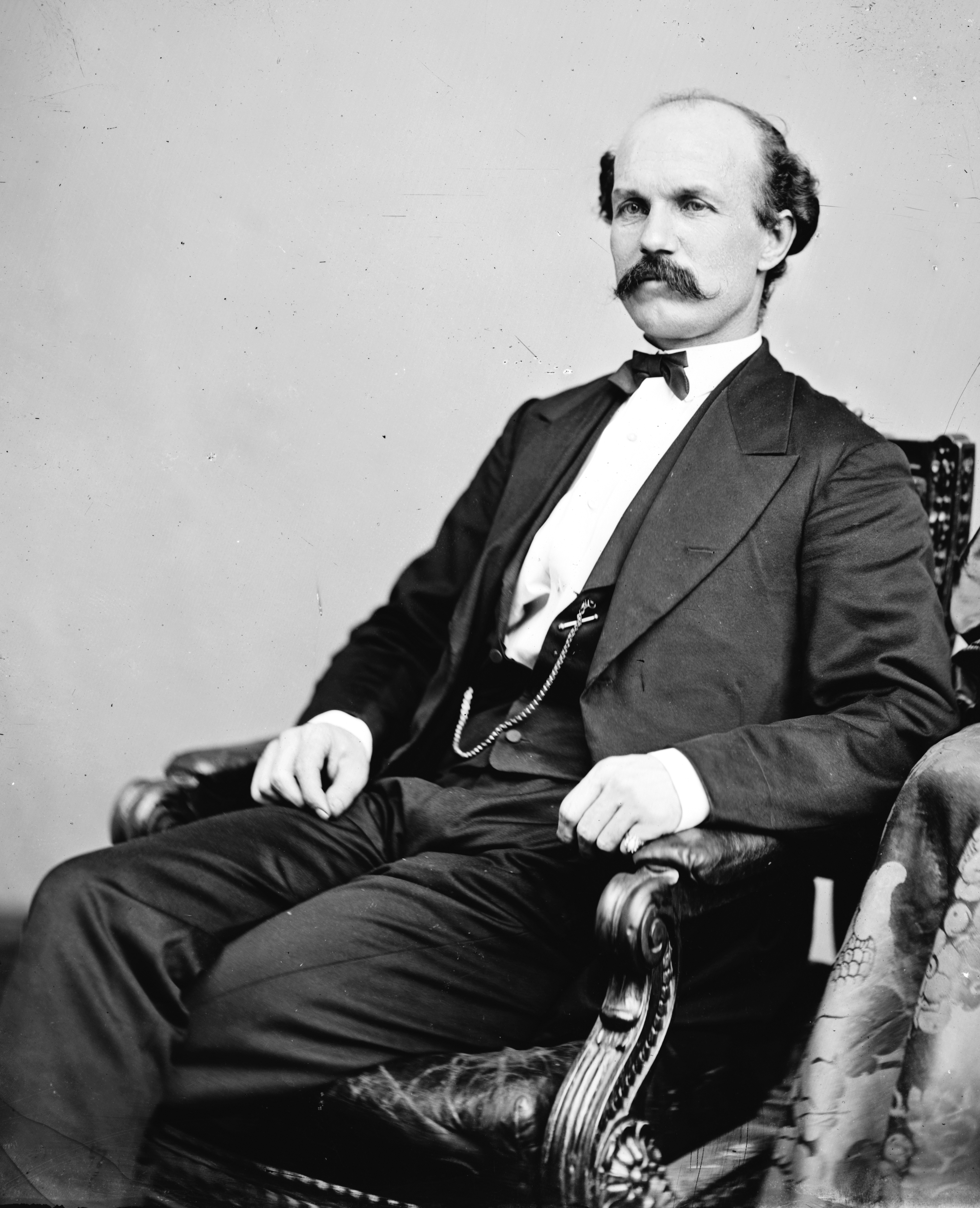
George C. McKee

George Colin McKee (* 2. Oktober 1837 in Joliet,  Illinois; † 17. November 1890 in Jackson, Mississippi) war ein US-amerikanischer Politiker. Zwischen 1869 und 1875 vertrat er den vierten und den fünften Wahlbezirk des Bundesstaates Mississippi im US-Repräsentantenhaus.

## Werdegang
George McKee besuchte das Knox College und das Lombard College, beide in Galesburg (Illinois). Nach einem anschließenden Jurastudium und seiner 1858 erfolgten Zulassung als Rechtsanwalt begann er in Centralia in seinem neuen Beruf zu arbeiten. Während des Bürgerkrieges war er Soldat in der Armee der Union, in der er einem Infanterieregiment aus Illinois angehörte. Nach dem Bürgerkrieg verlegte McKee seine Anwaltskanzlei nach Vicksburg in Mississippi. Außerdem wurde er im Hinds County Farmer. Ab 1867 war er auch als Konkursverwalter tätig. Politisch war McKee Mitglied der Republikanischen Partei. Im Jahr 1868 nahm er als Delegierter an einer Versammlung zur Überarbeitung der Staatsverfassung von Mississippi teil.
1866 wurde McKee als Kandidat seiner Partei in das US-Repräsentantenhaus gewählt. Er hat dieses Mandat aber gar nicht erst angetreten, weil er, wie alle Vertreter aus den ehemaligen Staaten der Konföderation, im Kongress nicht zugelassen worden wäre, da diese noch nicht wieder Mitglied der Union waren. Nach der Wiederaufnahme des Staates Mississippi in die Vereinigten Staaten wurde er dann regulär in das Repräsentantenhaus gewählt. Nach einigen Wiederwahlen konnte McKee zwischen dem 23. Februar 1870 und dem 3. März 1875 im Kongress verbleiben, wobei er bis 1873 den vierten und danach den fünften Wahlbezirk seines Staates vertrat. Zwischen 1873 und 1875 war McKee Vorsitzender des Ausschusses, der sich mit der Verwaltung der US-Territorien befasste.
Nach dem Ende seiner Zeit im Kongress widmete sich McKee wieder seinen privaten Interessen und arbeitete als Rechtsanwalt. Zwischen 1881 und 1885 war er Posthalter in Jackson, der Hauptstadt des Staates Mississippi. Von 1889 bis zu seinem Tod im Jahr 1890 war er Steuereinnehmer in Jackson.